# John Matthias

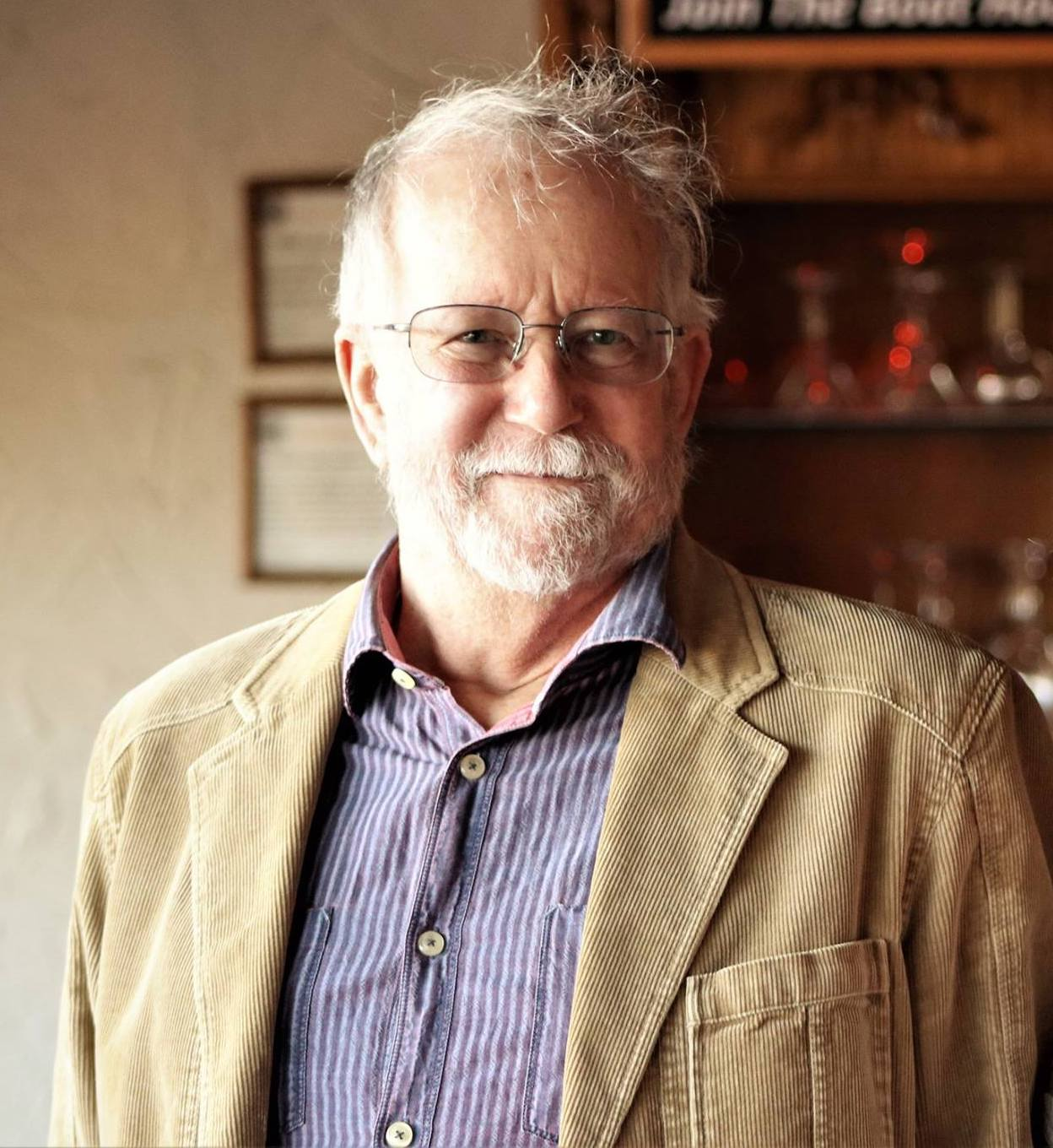
John Matthias

John Matthias, född 1941 i Columbus, Ohio är en amerikansk poet. Tillsammans med Göran Printz-Påhlson har han utgett antologin Contemporary Swedish poetry (Chicago :Swallow Press, 1980).

## Verk (urval)
- Bucyrus (1970)
- Turns (1975)
- Crossing (1979)
- Northern summer (1984)
- A gathering of ways (1991)
- Beltane at Aphelion (1995)
- Swimming at midnight (1995)
- Pages (2000)
- Working progress, working title (2002)
- New selected poems (2004)
- Kedging (2007)

### På svenska
- Bathory & Lermontov (övers. av Göran Printz-Påhlson och Jan Östergren, Kalejdoskop, 1980) [svensk och engelsk parallelltext]
- Två dikter (tolkning och efterskrift: Lars-Håkan Svensson, Ellerström, 1989)
- Nordlig sommar (dikter i urval och översättning av Lars-Håkan Svensson, Ars interpres publications, 2019)